# 광고 AI

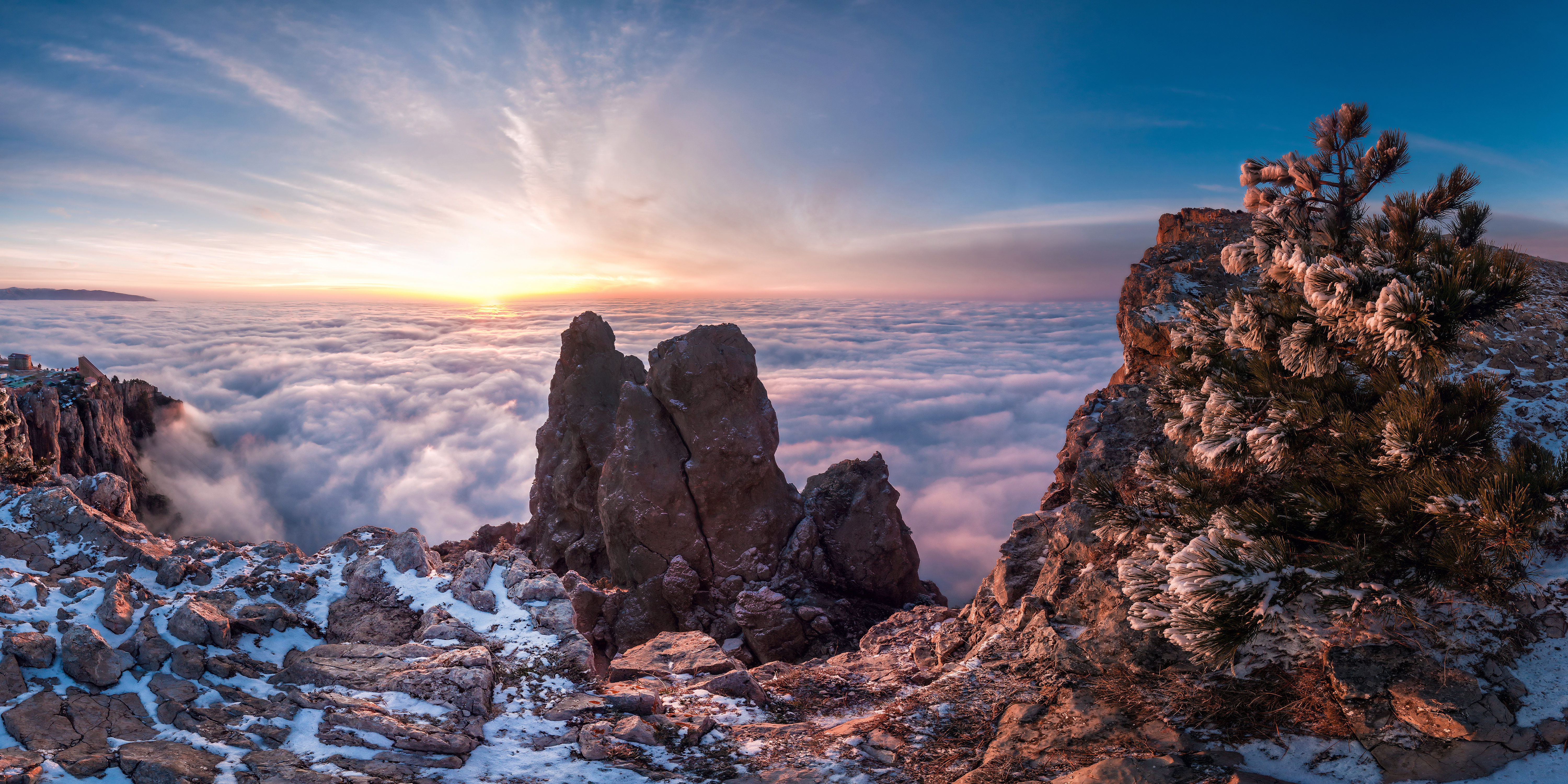
ai 사용 그래픽

광고 AI는 인공지능 기술을 활용하여 광고 산업에서의 역할을 혁신하는 기술이다. 이 기술은 기업들이 제품, 서비스 또는 브랜드를 홍보하고 마케팅하는 데 도움을 주며, 소비자들에게 더욱 효과적으로 광고를 전달할 수 있도록 한다. 광고 AI는 다양한 분야에서 활용되며, 이를테면 광고 콘텐츠 생성, 타겟팅, 효율적인 예산 분배, 성과 분석 등의 영역에서 유용하게 활용된다.

### 활용 방안

#### 광고 콘텐츠 생성
- 광고 AI는 텍스트, 이미지, 비디오 등 다양한 형태의 광고 콘텐츠를 생성할 수 있다. 이를 위해 자연어 처리(NLP), 컴퓨터 비전, 생성 모델 등의 기술이 활용된다. 예를 들어, 제품 또는 서비스에 대한 속성을 분석하여 매력적인 광고 문구를 생성하거나, 이미지 및 비디오를 합성하여 시각적으로 매력적인 광고를 만들어낸다.

#### 광고 타겟팅
- 광고 AI는 소비자들의 행동 패턴, 관심사, 인구 통계학적 정보 등을 분석하여 타겟팅된 광고를 전달한다. 이를테면, 머신러닝 알고리즘을 활용하여 과거의 광고 성과를 분석하고 이를 토대로 새로운 타겟 그룹을 예측하거나, 실시간으로 소비자의 행동을 모니터링하여 그에 맞는 광고를 제공할 수 있다.

#### 광고 예산 분배
- 광고 AI는 광고 예산을 효율적으로 분배하여 광고 성과를 극대화한다. 이를 위해 ROI(투자 대비 수익)를 최적화하는 알고리즘을 활용하거나, 다양한 채널 및 플랫폼의 성과를 실시간으로 모니터링하여 예산을 조정할 수 있다. 또한, A/B 테스트와 같은 실험을 통해 광고 채널 및 콘텐츠의 효율성을 비교하여 예산을 할당하는데 활용될 수 있다.

#### 광고 성과 분석
- 광고 AI는 광고 성과를 정량적 및 정성적으로 분석하여 마케팅 전략을 평가하고 개선한다. 이를 위해 다양한 데이터 소스를 통합하여 광고 노출 수, 클릭 수, 전환율, 매출 등의 지표를 추적하고 분석한다. 머신러닝 및 데이터 마이닝 기술을 활용하여 광고 성과에 영향을 미치는 요인을 식별하고 예측할 수 있다.

#### 개인화된 광고
- 광고 AI는 개인화된 광고를 제공하여 소비자들의 관심을 끌고 효과적으로 광고 메시지를 전달한다. 이를 위해 소비자의 이전 구매 이력, 검색 기록, 소셜 미디어 활동 등을 분석하여 개인에 맞는 광고를 생성하고 전달한다. 개인화된 광고는 소비자들의 반응률과 구매 의사 결정에 긍정적인 영향을 미친다.

### 사용 기술

#### 자연어 처리 (NLP, Natural Language Processing)
- 자연어 처리 기술은 텍스트 데이터를 이해하고 분석하는 기술로, 광고 AI에서는 광고 콘텐츠의 텍스트를 분석하여 광고 메시지를 생성하거나 소비자의 의도를 파악하는 데 사용된다. 예를 들어, 텍스트 생성 모델을 활용하여 매력적인 광고 문구를 생성하거나, 감성 분석을 통해 소비자의 감정을 파악하여 타겟팅된 광고를 제공할 수 있다.

#### 이미지 및 비디오 분석
- 이미지 및 비디오 분석 기술은 광고 콘텐츠의 이미지나 비디오를 분석하여 광고의 시각적 특징을 이해하고, 관련된 정보를 추출하는 기술이다. 이를테면, 객체 인식 기술을 활용하여 광고 이미지에서 제품이나 브랜드를 식별하거나, 감정 분석을 통해 소비자의 반응을 파악할 수 있다.

#### 머신러닝 (Machine Learning)
- 머신러닝은 광고 AI에서 핵심적으로 사용되는 기술로, 대량의 데이터를 학습하여 패턴을 발견하고 예측하는 기술이다. 머신러닝 알고리즘은 광고 캠페인의 성과를 분석하고 이를 토대로 광고 전략을 최적화하는데 사용된다. 예를 들어, 광고 클릭률을 예측하여 타겟팅된 광고를 제공하거나, 광고 예산을 최적화하여 광고 효율을 높일 수 있다.

#### 딥러닝 (Deep Learning)
- 딥러닝은 머신러닝의 한 분야로, 다층 신경망을 사용하여 복잡한 패턴을 학습하고 이해하는 기술이다. 광고 AI에서는 이미지 및 비디오 분석, 자연어 처리, 행동 예측 등 다양한 영역에서 딥러닝 기술을 활용한다. 예를 들어, 딥러닝 기반의 이미지 분류 모델을 사용하여 광고 이미지에서 제품을 자동으로 식별하거나, 시퀀스 데이터를 처리하여 소비자의 행동을 예측하는데 활용된다.

#### 강화학습 (Reinforcement Learning)
- 강화학습은 에이전트가 환경과 상호작용하며 보상을 최대화하는 방법을 학습하는 기술로, 광고 AI에서는 광고 캠페인의 성과를 최적화하는데 사용된다. 강화학습은 광고 주체가 다양한 광고 전략을 시험하고, 시간이 지남에 따라 성과를 개선하는데 도움을 준다.

#### 클라우드 컴퓨팅
- 광고 AI는 대량의 데이터를 처리하고 분석해야 하므로 클라우드 컴퓨팅 서비스가 필요하다. 클라우드 컴퓨팅을 통해 광고 AI는 대규모의 데이터를 실시간으로 처리하고, 복잡한 알고리즘을 실행할 수 있다. 이를테면, 광고 플랫폼이나 데이터 분석 도구에는 AWS, Google Cloud Platform, Microsoft Azure와 같은 클라우드 서비스를 활용할 수 있다.

### 문제점

#### 데이터의 품질 및 신뢰성
- 광고 AI는 대규모의 데이터를 기반으로 작동한다. 그러나 데이터의 품질이 낮거나 부정확할 경우 광고의 효과가 저하될 수 있다. 예를 들어, 잘못된 레이블링된 데이터나 오래된 데이터를 사용할 경우 타겟팅이 부정확해지거나 잘못된 광고 메시지가 전달될 수 있다.

#### 알고리즘의 편향
- 광고 AI의 알고리즘은 특정한 편향을 가질 수 있다. 예를 들어, 특정 인구 집단이나 지역에 대한 광고 타겟팅이 지나치게 집중되거나, 특정한 인종, 성별, 연령 등의 편견이 반영될 수 있다. 이러한 편향은 공정한 광고 전략의 구축을 방해하고, 사회적으로 부정적인 영향을 미칠 수 있다.

#### 개인 정보 보호 문제
- 광고 AI는 소비자들의 개인 정보를 수집하고 분석하여 타겟팅된 광고를 제공한다. 그러나 개인 정보 보호 문제는 광고 AI의 중요한 문제 중 하나이다. 소비자들의 개인 정보를 무단으로 수집하거나 오용할 경우 개인 정보 보호 위반 사례가 발생할 수 있으며, 이는 기업의 신뢰를 훼손하고 법적 문제로 이어질 수 있다.

#### 투명성과 신뢰성
- 광고 AI가 자동화된 광고 캠페인을 실행할 때, 이 과정이 어떻게 이루어지는지에 대한 투명성이 부족할 수 있다. 광고 AI의 작동 방식이나 알고리즘의 결정 근거가 명확하지 않으면, 광고 산업에 대한 신뢰가 저하될 수 있으며, 광고 주체들 간의 거래 관계에서도 불신이 발생할 수 있다.

#### 기술적 한계
- 광고 AI 기술은 아직 완전히 성숙하지 않을 수 있다. 특히, 자연어 처리, 이미지 인식, 음성 인식 등의 분야에서는 여전히 정확성과 신뢰성에 대한 문제가 존재할 수 있다. 또한, 새로운 플랫폼이나 새로운 미디어 형식에 대한 대응력이 부족할 수 있으며, 이로 인해 광고 효과가 저하될 수 있다.

#### 윤리적 고민
- 광고 AI의 사용은 윤리적 고민을 유발할 수 있다. 예를 들어, 개인 정보 보호 문제와 관련된 윤리적 고민이나 광고의 편향성, 소비자들에 대한 타겟팅 방식 등에 대한 윤리적 논란이 있을 수 있다. 또한, 인간의 감성과 감정을 이해하고 대응하는 능력이 부족할 경우, 소비자들에게 부적절한 광고가 제공될 수 있다.

### 사용 기업

#### Google (구글)
- 구글은 광고 AI 기술을 활용하여 검색 엔진, 유튜브, 디스플레이 광고 등을 효과적으로 제공한다. 구글은 머신러닝과 자연어 처리 기술을 활용하여 광고 주체들에게 타겟팅된 광고를 제공하고, 광고 성과를 분석하여 마케팅 전략을 최적화한다.

#### Facebook (페이스북)
- 페이스북은 광고 AI 기술을 활용하여 소셜 미디어 플랫폼을 통해 광고를 제공한다. 페이스북은 사용자의 행동 패턴과 관심사를 분석하여 타겟팅된 광고를 제공하며, 광고 성과를 분석하여 광고 캠페인을 최적화한다.

#### Amazon (아마존)
- 아마존은 광고 AI 기술을 활용하여 온라인 쇼핑 플랫폼을 통해 상품 광고를 제공한다. 아마존은 고객의 구매 이력과 검색 기록을 분석하여 개인화된 상품 추천 및 타겟팅된 광고를 제공하며, 광고 성과를 분석하여 광고 효율성을 높인다.

#### Adobe (어도비)
- 어도비는 디지털 마케팅 및 광고 솔루션을 제공하는 회사로, Adobe Advertising Cloud를 통해 광고 AI 기술을 제공한다. 이를 통해 광고주들은 다양한 채널에서 광고를 관리하고 효율적으로 타겟팅된 광고를 제공할 수 있다.

#### IBM
- IBM은 인공지능 기술을 활용하여 광고 및 마케팅 솔루션을 제공한다. IBM Watson Advertising는 머신러닝과 자연어 처리 기술을 활용하여 타겟팅된 광고를 제공하고, 광고 성과를 분석하여 광고 캠페인을 최적화한다.

#### TikTok (틱톡)
- 틱톡은 사용자의 동영상 소비 패턴을 분석하여 타겟팅된 광고를 제공하는데, 이를 위해 광고 AI 기술을 활용한다. 특히, 틱톡은 사용자의 관심사와 취향에 맞춘 광고를 제공하여 광고 효과를 극대화한다.